# نوده (تربت جام)
نوده ، روستایی است از توابع بخش مرکزی شهرستان تربت جام در استان خراسان رضوی.
این روستا در دهستان میان جام قرار دارد و بر اساس سرشماری سال ۱۳۸۵ جمعیت آن (۲۲۶خانوار) ۹۷۱نفر 
بوده‌است.